# Campionat de Moldàvia de ciclisme en contrarellotge
El Campionat de Moldàvia de ciclisme en contrarellotge s'organitza anualment des de l'any 1997 per determinar el campió ciclista de Moldàvia en la modalitat.
El títol s'atorga al vencedor d'una única carrera en contrarellotge. El vencedor obté el dret a portar un mallot amb els colors de la bandera moldava fins al campionat de l'any següent quan disputa proves en contrarellotge.

## Palmarès masculí
| Any  | Primer              | Segon             | Tercer              |
| 1997 | Ruslan Ivanov       | Igor Bonciucov    | Igor Pugaci         |
| 1998 | Ruslan Ivanov       | Alexei Nazarenco  | Igori Moscalev      |
| 1999 | Igor Pugaci         | Igor Bonciucov    | Artiom Saraev       |
| 2000 | Igor Pugaci         | Igor Bonciucov    | Serghei Smirnov     |
| 2001 | Igor Pugaci         | Ruslan Ivanov     | Igor Bonciucov      |
| 2007 | Serghei Tvetcov     | Oleg Berdos       | Sergiu Catan        |
| 2008 | Sergiu Cioban       | Victor Mironov    | Serghei Tvetcov     |
| 2009 | Serghei Tvetcov     | Sergiu Catan      | Oleg Berdos         |
| 2010 | Sergiu Cioban       | Serghei Tvetcov   | Mihail Gac          |
| 2011 | Sergiu Cioban       | Eugeniu Cozonac   | Viktor Mironov      |
| 2012 | Sergiu Cioban       | Mihail Gac        | Nicolae Tanovitchii |
| 2013 | Sergiu Cioban       | Alexandr Braico   | Veaceslav Verciuc   |
| 2014 | Sergiu Cioban       | Cristian Raileanu | Nicolae Tanovitchii |
| 2015 | Maxim Rusnac        | Andrei Covalciuc  | Cristian Raileanu   |
| 2016 | Maxim Rusnac        | Andrei Covalciuc  | Andrei Vrabii       |
| 2017 | Nicolae Tanovitchii | Maxim Rusnac      | Andrei Vrabii       |
| 2018 | Nicolae Tanovitchii | Andrei Vrabii     | Maxim Rusnac        |
| 2019 | Cristian Raileanu   | Andrei Vrabii     | Andrei Covalciuc    |
| 2020 | Cristian Raileanu   | Andrei Covalciuc  | Vladislav Korotas   |
| 2021 | Cristian Raileanu   | Andrei Vrabii     | Arman Garibian      |

### Palmarès sub-23
| Any  | Primer           | Segon               | Tercer        |
| 2015 | Andrei Covalciuc | Cristian Raileanu   | Nichita Lunin |
| 2016 | Andrei Covalciuc | Nichita Lunin       | Dumitru Bumbu |
| 2017 | Ivan Lutenco     | Vladislav Iacobenco | Nichita Lunin |